# 山本真希
山本 真希（やまもと まさき、1987年8月24日 - ）は、静岡県島田市出身の元サッカー選手。現役時代のポジションはミッドフィールダー、ディフェンダー。

## 来歴
ジュニアユースから清水エスパルスで育った選手。ユース在籍中の2005年に17歳7カ月13日 でトップデビューを果たした。この記録は、市川大祐の保持していた17歳9ヶ月を約2ヶ月塗り替える清水史上最年少出場記録で、J1全体でも歴代9位の記録であった（記録はいずれも当時）。
各年代の代表で10番を背負い続けており、2005 FIFAワールドユース選手権は飛び級ながら最終候補まで残った。エースとして期待された2007年のFIFA U-20ワールドカップでも2大会連続で最終候補まで残ったが、清水での出場機会が乏しく、ポジションが重なる梅崎司、田中亜土夢、柏木陽介らの台頭もあり、最終選考で外れた。
2008年の後半に出場機会を得ると公式戦4得点と活躍。清水では主にアンカー、インサイドハーフでプレーする。2009年5月23日の第13節新潟戦ではリーグ戦で初めて直接フリーキックによって得点した。
2012年より、コンサドーレ札幌へ完全移籍。
2013年より、川崎フロンターレへ完全移籍。
2016年より、ジェフユナイテッド市原・千葉へ完全移籍。3月20日の第4節松本戦で移籍後初ゴールを挙げた。
2019年8月、松本山雅FCへ期限付き移籍で加入すると発表された。同年12月、完全移籍にて加入。
2021年1月10日、現役引退を発表、2月1日には同クラブのグラスルーツアンバサダー就任が発表された。

## 人物・エピソード
- 清水時代のホームゲームでの選手紹介の際、「異次元の才能　清水の誇り」とまで称されるほど、チームのかける期待が大きい選手であった。
- 目指す選手はオランダ代表のアリエン・ロッベンを挙げている。
- 2010年2月に結婚[8]。2011年7月に第一子の長女、2013年7月に第二子の次女、2015年4月に第三子の長男が誕生した[9][10][11]。

## 所属クラブ
- FC島田 (島田市立大津小学校)
- 1999年 - 2001年 清水エスパルスジュニアユース (島田市立島田第二中学校)
- 2002年 - 2004年 清水エスパルスユース (静岡学園高等学校)
- 2005年 - 2011年  清水エスパルス
- 2012年  コンサドーレ札幌
- 2013年 - 2015年  川崎フロンターレ
- 2016年 - 2019年  ジェフユナイテッド市原・千葉
  - 2019年8月 - 同年12月  松本山雅FC（期限付き移籍）
- 2020年  松本山雅FC

## 個人成績
| 国内大会個人成績 | 国内大会個人成績 | 国内大会個人成績 | 国内大会個人成績 | 国内大会個人成績 | 国内大会個人成績 | 国内大会個人成績 | 国内大会個人成績 | 国内大会個人成績 | 国内大会個人成績 | 国内大会個人成績 | 国内大会個人成績 |
| 年度             | クラブ           | 背番号           | リーグ           | リーグ戦         | リーグ戦         | リーグ杯         | リーグ杯         | オープン杯       | オープン杯       | 期間通算         | 期間通算         |
| 年度             | クラブ           | 背番号           | リーグ           | 出場             | 得点             | 出場             | 得点             | 出場             | 得点             | 出場             | 得点             |
| 日本             | 日本             | 日本             | 日本             | リーグ戦         | リーグ戦         | リーグ杯         | リーグ杯         | 天皇杯           | 天皇杯           | 期間通算         | 期間通算         |
| ---------------- | ---------------- | ---------------- | ---------------- | ---------------- | ---------------- | ---------------- | ---------------- | ---------------- | ---------------- | ---------------- | ---------------- |
| 2005             | 清水             | 36               | J1               | 4                | 0                | 3                | 0                | 0                | 0                | 7                | 0                |
| 2006             | 清水             | 28               | J1               | 1                | 0                | 0                | 0                | 0                | 0                | 1                | 0                |
| 2007             | 清水             | 28               | J1               | 0                | 0                | 1                | 0                | 0                | 0                | 1                | 0                |
| 2008             | 清水             | 28               | J1               | 11               | 2                | 7                | 1                | 2                | 1                | 20               | 4                |
| 2009             | 清水             | 17               | J1               | 24               | 1                | 6                | 1                | 3                | 0                | 33               | 2                |
| 2010             | 清水             | 17               | J1               | 20               | 2                | 8                | 0                | 5                | 0                | 33               | 2                |
| 2011             | 清水             | 7                | J1               | 14               | 0                | 2                | 0                | 1                | 1                | 17               | 1                |
| 2012             | 札幌             | 5                | J1               | 25               | 3                | 2                | 0                | 1                | 0                | 28               | 3                |
| 2013             | 川崎             | 6                | J1               | 33               | 2                | 9                | 0                | 4                | 0                | 46               | 2                |
| 2014             | 川崎             | 6                | J1               | 19               | 1                | 4                | 0                | 1                | 0                | 24               | 1                |
| 2015             | 川崎             | 6                | J1               | 7                | 0                | 2                | 0                | 1                | 0                | 10               | 0                |
| 2016             | 千葉             | 6                | J2               | 23               | 1                | -                | -                | 0                | 0                | 23               | 1                |
| 2017             | 千葉             | 6                | J2               | 23               | 3                | -                | -                | 0                | 0                | 23               | 3                |
| 2018             | 千葉             | 6                | J2               | 13               | 1                | -                | -                | 0                | 0                | 13               | 1                |
| 2019             | 千葉             | 36               | J2               | 5                | 0                | -                | -                | 1                | 0                | 6                | 0                |
| 2019             | 松本             | 26               | J1               | 2                | 0                | -                | -                | -                | -                | 2                | 0                |
| 2020             | 松本             | 26               | J2               | 11               | 0                | -                | -                | -                | -                | 11               | 0                |
| 通算             | 日本             | 日本             | J1               | 160              | 11               | 44               | 2                | 18               | 2                | 222              | 15               |
| 通算             | 日本             | 日本             | J2               | 75               | 5                | 0                | 0                | 1                | 0                | 76               | 5                |
| 総通算           | 総通算           | 総通算           | 総通算           | 235              | 16               | 44               | 2                | 19               | 2                | 298              | 20               |

- 2005年はユース所属。

| 国際大会個人成績 | 国際大会個人成績 | 国際大会個人成績 | 国際大会個人成績 | 国際大会個人成績 |
| 年度             | クラブ           | 背番号           | 出場             | 得点             |
| AFC              | AFC              | AFC              | ACL              | ACL              |
| ---------------- | ---------------- | ---------------- | ---------------- | ---------------- |
| 2014             | 川崎             | 6                | 6                | 0                |
| 通算             | AFC              | AFC              | 6                | 0                |

- 公式戦初得点 - 2008年9月7日 ナビスコカップ準決勝 第2戦 vsガンバ大阪 (万博記念競技場)
- Jリーグ初出場 - 2005年4月16日 J1第6節 vs大分トリニータ (日本平スタジアム)
- Jリーグ初得点 - 2008年10月4日 J1第28節 vsFC東京 (味の素スタジアム)

## 代表歴
- 2001年 U-14日本ユース選抜
- 2002年 U-15日本代表
- 2003年 U-16日本代表
- 2004年、2006年 U-19日本代表
- 2005年 U-18日本代表、U-20日本代表

## 指導歴
- 2021年 - 2023年 松本山雅FC
  - 2021年 スクールコーチ
  - 2022年 U-18 コーチ
  - 2023年 U-15 コーチ
- 2024年 - 清水エスパルスユース コーチ

## タイトル

### クラブ
清水エスパルスジュニアユース
- 高円宮杯全日本ユースサッカー選手権 (U-15)大会 : (2000年)

清水エスパルスユース
- 日本クラブユースサッカー選手権 (U-18)大会 : (2002年)